# Enrico I di Zutphen
Enrico I di Zutphen, chiamato anche Enrico di Bonnegau, (... – 1033) fu signore di Zutphen dal 1031 al 1033.

## Biografia
Era il figlio di Liudolfo di Bonnegau, signore di Zutphen della dinastia degli Azzoni, e di Matilde di Hammerstein.
Era ancora minorenne quando suo padre morì, aveva undici anni al massimo. La reggenza venne tenuta dai suoi due nonni. Morì due anni dopo.